# Championnat du Paraguay de football 1919
Navigation
Édition précédente Édition suivante
La 13e édition du championnat du Paraguay de football est remportée par le Club Cerro Porteño. C’est le quatrième titre de champion du club, le deuxième consécutif. Cerro Porteño l’emporte avec 3 points d’avance sur Club River Plate. Club Olimpia complète le podium. 
Comme souvent pour les saisons du championnat amateur, les résultats complets ne sont pas connus. 
La deuxième division est remportée par Club Presidente Hayes, permettant au club d’être promu dans l’élite. 

## Les clubs de l'édition 1919
| \| Asuncion: · Olimpia · Nacional · Sol de América · Guaraní · Cerro Porteño · River Plate · Marte Atlético · Atlántida · Sastre Sport Asuncion \| Localisation des clubs engagés dans le championnat. |
| Asuncion: · Olimpia · Nacional · Sol de América · Guaraní · Cerro Porteño · River Plate · Marte Atlético · Atlántida · Sastre Sport Asuncion                                                           |

| Club                 | Stade | Capacité | Ville    |
| -------------------- | ----- | -------- | -------- |
| Atlántida Sport Club | -     | -        | Asuncion |
| Club Cerro Porteño   | -     | -        | Asuncion |
| Club Guaraní         | -     | -        | Asuncion |
| Club Libertad        | -     | -        | Asuncion |
| Marte Atlético       | -     | -        | Asuncion |
| Club Nacional        | -     | -        | Asuncion |
| Club Olimpia         | -     | -        | Asuncion |
| Club River Plate     | -     | -        | Asuncion |
| Sastre Sport         | -     | -        | Asuncion |
| Club Sol de América  | -     | -        | Asuncion |

## Compétition

### Classement
| Rang | Équipe               | Pts | J  | G | N | P | Bp | Bc | Diff |
| ---- | -------------------- | --- | -- | - | - | - | -- | -- | ---- |
| 1    | Club Cerro Porteño   | 26  | 18 | . | . | . | .  | .  | 0    |
| 2    | Club River Plate     | 23  | 18 | . | . | . | .  | .  | 0    |
| 3    | Club Olimpia         | 22  | 18 | . | . | . | .  | .  | 0    |
| 4    | Club Libertad        | 21  | 18 | . | . | . | .  | .  | 0    |
| 5    | Club Guaraní         | 21  | 18 | . | . | . | .  | .  | 0    |
| 6    | Club Sol de América  | ?   | 18 | . | . | . | .  | .  | 0    |
| 7    | Club Nacional        | 15  | 18 | . | . | . | .  | .  | 0    |
| 8    | Atlántida Sport Club | 15  | 18 | . | . | . | .  | .  | 0    |
| 9    | Sastre Sport         | 9   | 18 | . | . | . | .  | .  | 0    |
| 10   | Marte Atlético       | 5   | 18 | . | . | . | .  | .  | 0    |

| Légende : Qualifications et relégations | Légende : Qualifications et relégations |
| --------------------------------------- | --------------------------------------- |
|                                         | Champion du Paraguay                    |
|                                         | Relégation en deuxième division         |
|                                         | (T) : Tenant du titre (P) : Promus      |

## Bilan de la saison
| Championnat du Paraguay de football 1919                             |                               |
| Champion                                                             | Club Cerro Porteño (4e titre) |
| Promotions et relégations                                            |                               |
| Promus en Primera División                                           | Club Presidente Hayes         |
| Relégués en Championnat du Paraguay de football de deuxième division | Marte Atlético                |